# Werner Creutzfeldt

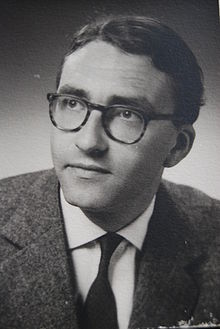
Werner Creutzfeldt (1962)

Werner Otto Carl Creutzfeldt (* 11. Mai 1924 in Kiel; † 30. August 2006 in Göttingen) war ein deutscher Internist und Direktor der Abteilung Gastroenterologie und Endokrinologie an der Medizinischen Universitätsklinik der Universität Göttingen.

## Leben
Werner Creutzfeldt wuchs zunächst bis zu seinem 14. Lebensjahr in Berlin auf. 1938 wurde jedoch sein Vater Hans Gerhard Creutzfeldt als Professor und Chefarzt nach Kiel berufen. So setzte der Sohn Werner auf der bereits im Jahre 1320 gegründeten Kieler Gelehrtenschule seine Schulausbildung fort. Ein Schulfreund war in diesen Jahren Ludwig von Friedeburg, Sohn des Admirals Hans-Georg von Friedeburg, der am 7. Mai 1945 die Kapitulationsurkunden mitunterzeichnet hatte. Ein weiterer Schulfreund war Hardwin Jungclaussen, ein naher Verwandter der Physiker Heinrich Hertz und Gustav Hertz.
Nach dem Abitur trat Werner Creutzfeldt 1942 der Marine bei und leistete dort bis 1945 Dienst. Sein Medizinstudium absolvierte er an den Universitäten Freiburg im Breisgau, Kiel und Tübingen. Während seiner Freiburger Zeit studierte er auch Philosophie und nahm an Seminaren von Martin Heidegger teil. 1950 promovierte er am Anatomischen Institut in Kiel und habilitierte sich 1957 in der Inneren Medizin in Freiburg bei Ludwig Heilmeyer. Dort befasste er sich, auch in Zusammenarbeit mit dem Chirurgen Ernst Kern, wissenschaftlich unter anderem mit Problemen der Bauchspeicheldrüse. Es folgten Forschungsaufenthalte, u. a. an der Harvard University. 1964 erhielt er einen Ruf als Professor an die Universität Göttingen und übernahm dort in der Folge den Lehrstuhl für Innere Medizin. Spätere Rufe der Universitäten Gießen und Freiburg konnten ihn nicht zu einem Wechsel veranlassen. 1992 wurde Werner Creutzfeldt emeritiert.
Er war ein Sohn von Hans Gerhard Creutzfeldt, nach dem die Creutzfeldt-Jakob-Krankheit benannt ist und ein Bruder des Neurophysiologen Otto Detlev Creutzfeldt (1927–1992), sowie ein Enkel von Werner Sombart, einem führenden Volkswirtschaftler vor dem Zweiten Weltkrieg. Dessen Sohn Nicolaus Sombart, ein Halbbruder seiner Mutter, ist als Kultursoziologe und Schriftsteller bekannt geworden. Werner Creutzfeldt war Vater von 4 Kindern.

## Werk
An der Göttinger Universitätsklinik hat Creutzfeldt das Departmentsystem der Inneren Medizin eingeführt. In einem Departmentsystem liegt die Verantwortung für die Erforschung, Lehre und Patientenversorgung spezieller Erkrankungen bei selbstständig arbeitenden Abteilungen mit Stammpersonal. Innerhalb der Fakultäten ergeben sich durch diese Selbstverwaltung gewisse Vorteile.
In seiner Forschung beschäftigte er sich unter anderem mit der Entstehung und Therapie neuroendokriner Tumore, der Physiologie der Bauchspeicheldrüse, der Funktion der Leber bei Erkrankung des Glukosestoffwechsels und insbesondere mit Peptidhormonen. In seiner Arbeitsgruppe erschienen wegweisende Arbeiten zum „Inkretinkonzept“, zum GIP („gastric inhibitory polypeptide“) und zum GLP-1 (Glucagon-like Peptide 1). In einer Creutzfeldt-Arbeit von 1979 wurde ein als GIP bezeichnetes Hormon beschrieben, das bei stoffwechselgesunden Menschen im Darm den Blutzucker steuert. Damit waren so genannte „Inkretine“ entdeckt. Erst seit 1990 erwachte in der Wissenschaft ein breites Interesse an Inkretinen, nachdem in der Genforschung das GLP-1 als Gen-Sequenz bestimmt werden konnte.
Die wissenschaftlichen Aktivitäten von Creutzfeldt sind in seinen mehr als 750 gedruckten  wissenschaftlichen Veröffentlichungen dokumentiert.
Als Gastprofessor lehrte er unter anderem in Brüssel, London, Neuseeland und New York. Mehr als 10 seiner Schüler wurden auf leitende Positionen an deutschen Universitäten berufen. Hinzu kommen mehr als 20 Chefärzte an renommierten Krankenhausabteilungen.

### Ämter
- Gründungsmitglied der Deutschen Diabetes-Gesellschaft; Präsident von 1967 bis 1968; Ehrenmitglied
- 1971–1974: Präsident der European Association for the Study of Diabetes (EASD)
- 1977 Präsident der „Deutschen Gesellschaft für Verdauungs- und Stoffwechselkrankheiten“ (DGVS); Ehrenmitglied
- 1989–1994: Vorsitzender der Ethik-Kommission der Medizinischen Fakultät
- Außerdem Ehrenmitglied von fünf nationalen und vier internationalen Fachgesellschaften (Innere Medizin, Gastroenterologie, Diabetologie), so ist er u. a. Fellow des Royal College of Physicians in London und Ehrenmitglied der British Society of Gastroenterology.
- Er war Chefredakteur der Zeitschriften “Diabetologia” (1973–1976) und “Digestion” (1978–1992).

### Auszeichnungen
- 1974: Verleihung der Paul-Langerhans-Medaille durch die Deutsche Diabetes-Gesellschaft.
- 1978: Verleihung der Claude-Bernard-Medaille der European Association for the Study of Diabetes.
- 1983: Verleihung der Ehrendoktorwürde der Universität Krakau, in Anerkennung seiner wissenschaftlichen Arbeiten, vor allem auf dem Gebiet der gastrointestinalen Hormone.
- 1990: Verleihung der Ludwig Heilmeyer Medaille in Gold der Gesellschaft für Fortschritte in der Inneren Medizin.
- 1991: Verleihung der Ismar-Boas Medaille der Deutschen Gesellschaft für Verdauungs- und Stoffwechselkrankheiten.
- 1994: Verleihung der Thannhauser-Medaille der Deutschen Gesellschaft für Verdauungs- und Stoffwechselkrankheiten.
- 1995: Albrecht-von-Haller-Medaille der Medizinischen Fakultät Göttingen
- 2004: Auszeichnung für sein Lebenswerk mit der Medaille für Medizin in Gold der Ernst-Jung Stiftung
- 2004: Gustav-von-Bergmann-Medaille der Deutschen Gesellschaft für Innere Medizin.

### Stiftungen
- Die Medizinische Klinik II, Ludwig-Maximilians-Universität München vergibt den Werner-Creutzfeldt-Dissertationspreis.
- Die Deutsche Gesellschaft für Verdauungs- und Stoffwechselkrankheiten vergibt das Werner-Creutzfeldt-Forschungsstipendium für Gastroenterologische Pathophysiologie.
- Die Deutsche Diabetes-Gesellschaft verleiht den Werner-Creutzfeldt-Preis.